# Xiamen Diamond League 2025
Lo Xiamen Diamond League 2025 è stata la 3ª edizione dell'annuale meeting di atletica leggera, prima tappa del circuito Diamond League 2025. Le competizioni hanno avuto luogo presso l'Egret Stadium di Xiamen il 26 aprile 2024.

## Programma[1]
| # | Orario | Specialità         |
| - | ------ | ------------------ |
| 1 | 17:46  | Salto triplo       |
| 2 | 18:35  | Salto con l'asta   |
| 3 | 19:04  | 400 metri piani    |
| 4 | 19:39  | Salto in lungo     |
| 5 | 19:40  | 110 metri ostacoli |
| 6 | 20:01  | 100 metri piani    |
| 7 | 20:33  | 3000 metri siepi   |
| 8 | 20:52  | 300 metri ostacoli |

| # | Orario | Specialità             |
| - | ------ | ---------------------- |
| 1 | 17:24  | Lancio del giavellotto |
| 2 | 18:15  | Salto in alto          |
| 3 | 18:20  | Getto del peso         |
| 4 | 19:15  | 5000 metri piani       |
| 5 | 19:21  | Lancio del disco       |
| 6 | 19:50  | 200 metri piani        |
| 7 | 20:10  | 1000 metri piani       |
| 8 | 20:24  | 100 metri ostacoli     |

     Specialità valide per la Diamond League

## Risultati
Di seguito i primi tre classificati di ogni specialità.

### Uomini
| Specialità       | 1º classificato  | Prestazione | 2º classificato     | Prestazione | 3º classificato     | Prestazione |
| 100 m            | Akani Simbine    | 9"99        | Ferdinand Omanyala  | 10"13       | Jeremiah Azu        | 10"17       |
| 400 m            | Bayapo Ndori     | 44"25       | Christopher Bailey  | 44"27       | Busang Kebinatshipi | 44"53       |
| 110 m hs         | Cordell Tinch    | 13"06       | Rachid Muratake     | 13"14       | Liu Junxi           | 13"24       |
| 300 m hs         | Karsten Warholm  | 33"05       | Matheus Lima        | 33"98       | Ken Toyoda          | 34"22       |
| 3000 m siepi     | Samuel Firewu    | 8'05"61     | Soufiane el-Bakkali | 8'06"66     | Simon Koech         | 8'07"12     |
| Salto in lungo   | Zhang Mingkun    | 8,18 m      | Liam Adcock         | 8,15 m      | Marquis Dendy       | 8,10 m      |
| Salto triplo     | Jordan Scott     | 17,27 m     | Zhu Yaming          | 17,03 m     | Donald Scott        | 16,85 m     |
| Salto con l'asta | Armand Duplantis | 5,92 m      | Emmanouil Karalis   | 5,82 m      | Menno Vloon         | 5,82 m      |

     Prestazione che stabilisce il nuovo record del meeting.

### Donne
| Specialità             | 1º classificato    | Prestazione | 2º classificato   | Prestazione | 3º classificato   | Prestazione |
| 200 m                  | Anavia Battle      | 22"41       | Shericka Jackson  | 22"79       | Jenna Prandini    | 22"97       |
| 1000 m                 | Faith Kipyegon     | 2'29"21     | Abbey Caldwell    | 2'32"94     | Sarah Billings    | 2'33"45     |
| 5000 m                 | Beatrice Chebet    | 14'27"12    | Gudaf Tsegay      | 14'28"18    | Birke Haylom      | 14'28"80    |
| 100 m hs               | Danielle Williams  | 12"53       | Grace Stark       | 12"58       | Marione Fourie    | 12"62       |
| Salto in alto          | Jaroslava Mahučich | 1,97 m      | Eleanor Patterson | 1,94 m      | Nicola Olyslagers | 1,94 m      |
| Getto del peso         | Jessica Schilder   | 20,47 m     | Chase Jackson     | 20,31 m     | Gong Lijao        | 19,62 m     |
| Lancio del disco       | Valarie Allman     | 68,95 m     | Yaime Pérez       | 66,26 m     | Laulauga Tausaga  | 64,91 m     |
| Lancio del giavellotto | Elina Tzengko      | 64,75 m     | Tori Moorby       | 62,50 m     | Su Lingdan        | 61,62 m     |

     Prestazione che stabilisce il nuovo record del meeting.